# Сиримаво Бандаранаике
Сирима Ратвате Дијас Бандаранаике (синх. සිරිමා රත්වත්තේ ඩයස් බණ්ඩාරනායක, там. சிறிமா ரத்வத்தே டயஸ் பண்டாரநாயக்கே; Балангода, 17. април 1916 — Коломбо, 10. октобар 2000) била је политичар из Шри Ланке (бившег Цејлона). Функцију премијера Цејлона и Шри Ланке обављала је у три наврата: 1960—1965, 1970—1977 и 1994—2000. Била је прва жена премијер у свету. Предводила је своју Странку слободе Шри Ланке.
Рођена у сингалској аристократској породици, Бандаранаике се школовака у католичким школама на енглеском језику, али је остала будиста и говорила је синхалски као и енглески. По завршетку средње школе радила је у разним социјалним програмима пре удаје и подизања породице. Њен супруг С. В. Р. Д. Бандаранаикеу је основао социјалистичку СЛФП 1951. и постао је премијер 1956. године. Стекла је његово поверење као неформални саветник. Њен друштвени рад се фокусирао на побољшање живота жена и девојчица у руралним областима Шри Ланке.
Након убиства супруга 1959. године, Бандаранаике је убрзо убедила партијско руководство током кратког времена у опозицији да сама уђе у политику и наследи свог мужа на месту шефа владе; вратила је своју странку у власт и победила премијера из странке УНП Дадлија Сенајакеа на изборима у јулу 1960. Сенајаке ју је потом сменио са места на изборима 1965. и постала је лидерка опозиције, пре него што је 1970. освојила велику већину због паметно осмишљеног изборног савеза са ривалским марксистичким партијама
Бандаранаике је покушала да реформише бивши Доминион Цејлона у социјалистичку републику са национализованим организацијама у банкарском, образовном, индустријском, медијском и трговинском сектору. Променивши административни језик са енглеског на синхалски и рутински водећи кампању за сингалску националистичку и антитамилску политику, што је био политички мејнстрим, она је погоршала незадовољство међу домородачким тамилским становништвом, који су постали апатриди према Закону о држављанству из 1948.
Током прва два премијерска мандата Бандаранаике, земљу су погодили и висока инфлација и порези, зависност од увоза хране за прехрану становништва, висока незапосленост и поларизација између сингалског и тамилског становништва, због њене сингалске националистичке политике. Преживевши покушај државног удара 1962., као и побуну радикалне омладине 1971. године, 1972. водила је израду новог устава и формирање републике Шри Ланке, одвајајући је од Британске империје и такође проширивши парламентарни мандат до 1977. Године 1975. Бандаранаике је створила оно што ће на крају постати Министарство за питања жена и деце Шри Ланке, а такође је именовала прву жену која је поред ње саме била члан кабинета Шри Ланке. Мандат Бандаранаике обележен је неадекватним економским развојем на националном нивоу. Играла је велику улогу у иностранству као преговарач и лидер међу несврстаним нацијама.
Изгубивши од Ј. Р. Јаиеварденеа у тесним изборима 1977. и пошто је влада УНП-а у великој мери смањила демократска права, Бандаранаике је 1980. године лишена грађанских права због наводних злоупотреба положаја током њеног мандата и забрањена јој је да буде бирана у владу на седам година, због чега је била неподобна да се кандидује за председничке изборе 1982, у новом председничком систему. Нова влада је у почетку побољшала домаћу економију, али није успела да се позабави социјалним питањима и одвела је земљу у дуготрајни грађански рат против тамилских милитаната, који је током година ескалирао у интензитету бруталности, посебно када је индијским снагама за очување мира дозвољено да интервенишу. Када јој је дозвољено да се врати као јавна личност 1986. године, Бандаранаике се успротивила индијској интервенцији, верујући да је нарушила суверенитет Шри Ланке.
Не успевши да освоји председнички мандат против новог лидера УНП Ранасинге Премадасе 1988. године, обновила је своју странку, која је сада више развијала као центристичку и залагала се за помирљиви приступ према Тамилима у грађанском рату; други пут је била лидер опозиције од 1989. до 1994. године. Када је њена ћерка, која ју је наследила на месту лидера странке, победила на председничким изборима 1994. године, Бандаранаике је освојила трећи премијерски мандат и била је на функцији је до пензионисања 2000. године, два месеца пре њене смрти.

## Биографија
Бандаранаике је рођена под именом Сирима Ратвате 17. априла 1916. у Еллавала Валава, резиденцији њене тетке у Ратнапури, на Британском Цејлону. Њена мајка је била Розалинд Хилда Махавалатене Кумарихами, неформални ајурведски лекар, а њен отац је био Барнес Ратвате, домаћи старешина и политичар. Њен деда по мајци Махавалатене, а касније и њен отац, служио је као Рате Махатмаиа, поглавар урођеника Балангода. Њен отац је био члан породице Радала Ратвате, поглавара Краљевине Канди. Њено порекло са очеве линије укључивало је ујака сер Џајатилаку Кудах Ратвата, прву особу из Кандија која је добила титулу британског витеза, као и дворјане који су служили сингалским монарсима. Један од њих, Ратвате, Дисава од Матале, био је потписник Кандијанске конвенције из 1815. године.
Сирима је била најстарија у породици са шесторо деце. Имала је четири брата, Барнса млађег, Сивалија, Мекија и Клифорда, и једну сестру Патрицију која се удала за пуковника Едварда Џејмса Дивитотавелу, оснивача Централне команде Цејлонске војске. Породица је живела у валауви, или колонијалном имању, Сириминог деде по мајци Махавалатене, а касније у сопственој валавва у Балангоди. Од малих ногу, Сирима је имала приступ огромној библиотеци књижевних и научних радова свог деде. Прво је похађала приватни вртић у Балангоди, накратко је прешла 1923. у школу Фергусон у Ратнапури, а затим је послата у интернат у манастиру Свете Бриџит у Коломбу. Иако је њено образовање било у католичком школском систему, Сирима је током свог живота остала будиста и течно је говорила енглески и синхалски.
Након што је завршила школовање са 19 година, Сирима Ратват се укључила у социјални рад. Дистрибуирала је храну и лекове селима у џунгли, организовала је клинике и помагала је у стварању руралне индустрије како би се побољшао животни стандард сеоских жена. Постала је благајник Лиге социјалних служби, служећи у том својству до 1940. Током наредних шест година, живела је са родитељима; они су јој они договарали брак. Након што су одбили двојицу удварача – рођака и сина прве породице Цејлона – њене родитеље је контактирао проводаџија који је предложио унију са Соломоном Вест Риџвеј Дијасом (СВРД) Бандаранаике, адвокатом школованим на Оксфорду који је постао политичар, а који је у то време био министар локалне управе у Државном савету Цејлона. У почетку се за С. В. Р. Д. Бандаранаике није сматрало да је из „прихватљиве“ породице, пошто су Ратвати били аристократска породица, која је наследила своју службу традиционалној краљевској породици, док су Бандаранаикови били богата породица, која је била у служби колонијалних владара вековима. Астролози су известили да су њихови хороскопи компатибилни, користи од уједињења породица су извагане, а одобрење је дала породица Ратвате. Младожења и млада су се раније упознали и били су сагласни са договореним браком.

### Подизање породице, социјални рад (1940–1959)
Дана 2. октобра 1940, Ратватте и Бандаранаике су се венчали у Махавелатнне Валава а догађај је назван венчањем столећа, због величине. Новопечени пар се преселио у Вендтворт у Коломбо Гилдфорд Кресент, који су изнајмили од Лионела Вента. Њихове ћерке, Сунетра (1943) и Чандрика (1945), рођене су у Вендтворту где је породица живела до 1946, када им је СВРД-ов отац купио вилу познату као Тинтагел у Росмеад Плацеу у Коломбу.
Од овог тренутка па надаље, породица је живела део године у Тинтагелу, а део године у СВРД-овом имању предака, Хорагола Валава. Син Анура је рођен у Тинтагелу 1949. Током наредних 20 година, Сирима Бандаранаике је већину свог времена посветила подизању породице и глумећи хостесу бројним политичким познаницима свог мужа.
Све троје деце школовало се у иностранству. Сунетра је студирала на Оксфорду, Чандрика на Универзитету у Паризу, а Анура на Универзитету у Лондону. Сви ће се касније вратити и служити у влади Шри Ланке.
Године 1941. Бандаранаике се придружила Lanka Mahila Samiti (Удружење жена Ланке), највећој женској волонтерској организацији у земљи. Учествовала је у многим друштвеним пројектима које је покренула Mahila Samiti за оснаживање жена са села и помоћ у катастрофама. Један од њених првих пројеката био је пољопривредни програм за покривање несташице у производњи хране. Њена прва канцеларија, као секретара организације, укључивала је састанак са стручњацима за пољопривреду како би развили нове методе за производњу приноса усјева пиринча. Током времена, Бандаранаике је служила као благајник, потпредседник и на крају председник Mahila Samiti, где се фокусирала на питања образовања девојчица, политичких права жена и планирања породице. Такође је била чланица Удружења будистичких жена на Цејлону, Друштва за борбу против рака, Цејлонског националног удружења за превенцију туберкулозе и Удружења медицинских сестара.
Бандаранаике је често пратила С. В. Р. Д. на службеним путовањима, како у земљи тако и у иностранству. Она и њен муж били су присутни након што су Јапанци бомбардовали психијатријску болницу у Ангоди током ускршње недељне рације 1942. године, убивши многе људе. Како се Цејлон кретао ка самоуправном статусу 1947, С. В. Р. Д. је постао активнији у националистичком покрету. Кандидовао се за – и био је изабран у – Представнички дом из изборног округа Атанагала. Постављен је за министра здравља и служио је као вођа Дома, али је постајао све више фрустриран унутрашњим радом и политиком Уједињене националне партије. Иако није подстицао Бандаранаике да се бави политичким темама и групо је одбацивао такву могућност пред колегама, С. В. Р. Д. је почео да поштује њене политичке процене.
Године 1951. убедила га је да иступи из Уједињене националне партије и оснује Партију слободе Шри Ланке (Freedom Party, SLFP). Бандаранаике је водила кампању у супруговој изборној јединици Атанагла током парламентарних избора 1952. године, док је он путовао широм земље да би придобијао подршку. Иако је партија освојила само девет места током тих избора, С. В. Р. Д. је добио мандат у парламенту и постао је лидер опозиције 
Када је премијер сер Џон Котелавала 1956. расписао нове изборе, СВРД је осетио прилику и формирао Махајана Ексат Перамуна (МЕП), широку коалицију коју су сачињавале четири странке, да учествује на изборима 1956. године. Бандаранаике је поново водила кампању за свог мужа у Атанагали, у њеном родном граду Балангоди, иу Ратнапури. Махајана Ексат Перамуна је однео убедљиву победу и СВРД је постао премијер.
Бандаранаике је била код куће у јутро 25. септембра 1959, када је на њеног супруга више пута пуцао будистички монах, незадовољан због, како је веровао, недостатка подршке традиционалној медицини. Бандаранаике је отпратила свог мужа у болницу, где је следећег дана подлегао ранама.
У политичком хаосу који је уследио под прелазном владом Вијеиананде Даханаиакеа, многи министри су смењени, а неки су ухапшени и суђено им је за атентат. Коалиција Махајана Ексатх Перамуна се распала без утицаја СВРД-а, а избори су расписани за март 1960. да би се попунило место за изборну јединицу Атанагалла. Бандаранаике је невољно пристала да се кандидује као независни кандидат, али пре него што су избори могли да се одрже, парламент је распуштен. Када су избори одржани у марту 1960. године, Уједињена национална партија освојила је већину од четири места над Партијом слободе Шри Ланке. Дадли Сенајаке, нови премијер, разрешен је у року од месец дана, путем гласања о поверењу влади и други општи избори су расписани за јул 1960. године.

### Политичка каријера
У мају 1960, Бандаранаике је једногласно изабрана за председницу странке од стране Извршног комитета странке, иако је у то време још увек била неодлучна да ли да се кандидује на јулским изборима. Дезавуишући бивше партијске везе са комунистима и троцкистима, почетком јуна је водила кампању са обећањима да ће наставити политику свог супруга – посебно, успостављање републике, доношење закона о успостављању синхалског као службеног језика у земљи и признавање предоминације будизма, иако је толерисала употребу сопственог језика и хиндуистичке вере од стране Тамила.
Иако је у земљи вековима живело становништва Тамила, већину имања Тамила британске власти су успоставиле на Цејлону, из Индије, да буду радници на плантажама. Многи Цејлонци су на њих гледали као на привремене имигранте, иако су генерацијама живели на Цејлону. Са независношћу Цејлона, Закон о држављанству из 1948. искључио је ове индијске Тамиле из држављанства, чинећи их апатридима. Политика СВРД-а према Тамилима без држављанства била је умерена, дајући део држављанства и омогућавајући да продуктивни радници остану. Његов наследник, Дадли Сенајаке, био је први који је препоручио обавезну репатријацију за становништво. Бандаранаике је обилазила земљу и држала емотивне говоре, често бризнувши у плач док се обавезала да ће наставити политику свог покојног мужа. Њено понашање јој је донело титулу „Уплакана удовица“ од својих противника.

### Прва жена премијер (1960–1965)
Дана 21. јула 1960, након убедљиве победе своје партије, Бандаранаике је положила заклетву као прва жена премијер на свету, као и министарка одбране и спољних послова. Како у то време није била изабрана посланица, већ лидер странке која има већину у парламенту, устав јој је налагао да у року од три месеца постане посланик ако би наставила да обавља функцију премијера. Да би ослободио место за њу, Манамелдура Пијадаса де Зојса је поднео оставку на место у Сенату. Дана 5. августа 1960. године, генерални гувернер Гунетилеке именовао је Бандаранаике у Сенат Цејлона, горњи дом парламента.
На почетку мандата се трудила да реши проблеме са којима се земља суочава, ослањајући се на свог члана кабинета и нећака, Феликса Диаса Бандаранаикеа. Политички противни су јој давали одвратне коментаре о њеном кухињском кабинету: наставила би да се суочава са сличним сексизмом док је на функцији.
Да би наставила политику национализације кључних сектора привреде, коју је раније заговарао њен убијени супруг, Бандаранаике је основала корпорацију са јавно-приватним акционарима, преузимајући контролу над седам новина. Национализовала је банкарство, спољну трговину и осигурање, као и нафтну индустрију. Преузимањем Цејлонске банке и оснивањем филијала новостворене Народне банке, Бандаранаике је имала за циљ да пружи услуге заједницама без ранијег приступа банкама, подстичући развој локалног пословања.
У децембру 1960. Бандаранаике је национализовала све парохијске школе које су добијале државна средства. Тиме је смањила утицај католичке мањине, која је углавном била економска и политичка елита, и проширила је утицај будиста.
Јануара 1961. Бандаранаике је применила закон којим је синхалски језик постао званични језик, заменивши енглески. Ова акција изазвала је велико незадовољство међу више од два милиона говорника тамилског језика. Подстакнута од стране чланова Савезне партије, почела је кампања грађанске непослушности у провинцијама са Тамилском већином. Бандаранаикеов одговор је био да прогласи ванредно стање и пошаље трупе да поновно успоставе мир.
Почевши од 1961. године, синдикати су започели серију штрајкова у знак протеста због високе инфлације и пореза. Један такав штрајк је паралисао транспортни систем, мотивишући Бандаранаике да национализује транспортни одбор.
У јануару 1962. избили су сукоби између етаблираних елита: претежно десничарских западњачких урбаних хришћана – укључујући велики бој Бургхера и Тамила – и новонастале домаће елите, који су били претежно левичарски будисти који говоре синхалски. Промене изазване Бандаранаикеовом политиком довеле су до моменталног померања од англофилског класног система, структура моћи и управљања, што је значајно утицало на састав официрског кора државне службе, оружаних снага и снага полиције.
Неки војни официри су планирали државни удар, који је укључивао планове да се Бандаранаике и чланови њеног кабинета притворе у штабу војске али је завера разоткривена. Пошто је пуч прекинут пре него што је зашао у даље фазе, процес суђења за 24 оптужена завереника био је дуг и сложен. Ретроактивни Закон о посебним одредбама о кривичном закону из 1962. године, који је дозвољавао разматрање доказа из друге руке, усвојен је да би се помогло у осуди завереника. Иако су кружиле гласине против сер Оливера Гунатилејка, генералног гувернера није било правих доказа против њега, а самим тим ни начина да се он кривично гони. Нити је „смењен са функције нити је поднео оставку”. Пристао је да одговори на питања о својој сумњи да је умешан када буде смењен. У фебруару, Бандаранаикеов ујак, Вилијам Гопалава, именован је за генералног гувернера.  Гунатилејке је испраћен на аеродром, напустио је Цејлон и отишао у добровољно изгнанство.
У покушају да уравнотежи интересе истока и запада и задржи неутралност, Бандаранаике је ојачала односе земље са Кином, док је прекинула везе са Израелом. Радила је на одржавању добрих односа и са Индијом и са Русијом, док је одржавала везе са британским интересима кроз извоз чаја и подржавајући везе са Светском банком. Осудила је јужноафричку политику апартхејда; Бандаранаике је именовала нове амбасадоре и тражила је односе са другим афричким нацијама. Године 1961. присуствовала је и Конференцији премијера Комонвелта у Лондону и Конференцији покрета несврстаних у Београду, Југославија.
Била је кључни играч у смањењу тензија између Индије и Кине након што је њихов гранични спор из 1962. избио у кинеско-индијски рат. У новембру и децембру те године, Бандаранаике је сазвала конференције у Коломбу са делегатима из Бурме, Камбоџе, Цејлона, Гане и Уједињене Арапске Републике да би разговарали о спору. Затим је отпутовала са министром правде Гане Кофијем Офори-Атом у Индију и Пекинг у Кини у покушају да посредује у успостављању примирја. У јануару 1963. Бандаранаике и Орофи-Ата су награђени у Њу Делхију, када је премијер Индије Џавахарлал Нехру, пристао да у индијском парламенту поднесе предлог за насеље за које се Бандаранаике залагала.
У земљи је било све више потешкоћа. Упркос успеху у иностранству, Бандаранаике је критикована због веза са Кином и недостатка политике економског развоја. Тензије су и даље биле високе због очигледног фаворизовања владе према цејлонским будистима који говоре синхалски. Увозно-извозни дисбаланс, закомпликован инфлацијом, утицао је на куповну моћ грађана средње и ниже класе. На допунским изборима средином године, иако је Бандаранаике имала већину, Уједињена национална партија је остварила успех, што указује да њена подршка опада.
Мањак подршке мерама штедње, посебно немогућност увоза адекватног пиринча – главне прехрамбене намирнице – довео је до оставке министра Феликса Диаса Бандаранаикеа. Остали министри у кабинету су распоређени у покушају да се зауставе скретање ка совјетским трговинским партнерствима, које је добило на удару након стварања Ceylon Petroleum Corporation. Petroleum Corporation је покренут 1961. године да би заобишла монополистичке цене наметнуте на увоз нафте са Блиског истока, што је омогућило Цејлону да увози нафту из Уједињене Арапске Републике и Совјетског Савеза. Неки од складишта западних нафтних оперативаца су кооптирани споразумом о надокнади, али континуирани спорови око неплаћања резултовали су обуставом стране помоћи из Сједињених Америчких Држава фебруара 1963. године. Као реакција на обуставу помоћи, Парламент је усвојио закон о изменама и допунама националне нафтне компаније, којим је национализована сва дистрибуција, увоз-извоз, продаја и снабдевање већине нафтних деривата у земљи, од јануара 1964.
Такође 1964. Бандаранаикеова влада је укинула независну цејлонску државну службу и заменила је Цејлонском административном службом, која је била директним под утицајем владе. Када је крајем 1963. формирана коалиција Уједињеног левог фронта између Комунистичке, Револуционарне социјалистичке и Троцкистичке партије, Бандаранаике је идеолошки направила заокрет ка левици, да покуша да добије подршку лево оријентисаних бирача У фебруару 1964, кинески премијер Џоу Енлај посетио је Бандаранаике на Цејлону са понудама помоћи, поклонима у виду пиринча и текстила и они су разговарали о проширењу трговине. Њих двоје су такође разговарали о кинеско-индијском граничном спору и нуклеарном разоружању. Везе са Кином су биле привлачне, пошто је Бандаранаикеино недавно формално признање Источне Немачке елиминисало могућност помоћи из Западне Немачке, а њена национализација индустрије осигурања утицала је на њене односе са Аустралијом, Британијом и Канадом.
У припремама за другу конференцију несврстаних, Бандаранаике је угостила председнике Тита и Насера у Коломбу у марту 1964, али су настављени домаћи немири довели до тога да је прекинула заседања парламента до јула. У међувремену је ушла у коалицију са Уједињеним левим фронтом и успела је да ојача већину, иако само са разликом од три места.
У септембру 1964. Бандаранаике је водила државну делегацију у посету Индију, где су разговарали о репатријацији 975.000 Тамила без држављанства који живе на Цејлону. Заједно са индијским премијером Лалом Бахадуром Шастријем, утврдила је услове Сримаво-Шастри пакта, значајног споразума за спољну политику обе нације. Према споразуму, Цејлон је требало да додели држављанство 300.000 Тамила и њихових потомака, док је Индија требало да врати 525.000 Тамила без држављанства. Током 15 година предвиђених за испуњавање обавеза, стране су се сложиле да преговарају о условима за преосталих 150.000. У октобру је Бандаранаике присуствовала и била је ко-спонзор Конференције несврстаних која је одржана у Каиру.
Децембра 1964, њена влада је изнела „Закон о преузимању штампе“ у покушају да национализује новине у земљи. Опозиција и критике Бандаранаике тврдиле су да је тај потез био усмерен на то да се угуши слободна штампа и да се удари на њеног главног критичара, групу Лејк Хаус коју предводи новинарски магнат Есмонд Викремесинге. Викремесинге је одговорио кампањом која је за циљ имала да је уклони са функције како би заштитио слободу штампе. Дана 3. децембра 1964, Ц. П. де Силва, који је у једном тренутку био близак сарадник и заменик њеног покојног супруга, предводио је тринаест посланика СЛФП-а и прешао је у опозицију, позивајући се на Предлог закона о преузимању штампе. Влада Сириме Бандаранаике изгубила је већину за један глас и расписани су општи избори у марту 1965. Њена политичка коалиција је поражена на изборима 1965. године, чиме је окончан њен први премијерски мандат.

### Лидер опозиције (1965-1970)
На изборима 1965. Бандаранаике је освојила место у Представничком дому из изборног округа Атанагала. Са њеном странком која је добила 41 место, постала је лидер опозиције, прва жена на тој функцији у земљи. Дадли Сенањаке је положио заклетву као премијер 25. марта 1965.
Убрзо након тога, Бандаранаикеина посланичка позиција доведена је у питање, када су изнете оптужбе да је примила мито, у виду аутомобила, док је била на функцији. Именована је комисија за истрагу и она је касније ослобођена оптужбе.
Током петогодишњег мандата у опозицији, одржала је савез са левичарским партијама. Од седам допунских избора одржаних између новембра 1966. и априла 1967. године, шест је победила опозиција под Бандаранаикеовим вођством. Континуирана инфлација, трговинска неравнотежа, незапосленост и неуспех очекиване стране помоћи да се материјализује довели су до широко распрострањеног незадовољства. Ово је додатно подстакнуто мерама штедње, које су смањиле недељну стипендију за пиринач. До 1969. Бандаранаике је активно водила кампању за повратак на власт. Између осталог, обећала је да ће дати две мерице пиринча по домаћинству, национализовати стране банке и увозно-извозну индустрију, успоставити групе за праћење пословања и корупције у влади, вратити се спољној политици која је нагињала „империјалистичких“ партнера, и одржати Уставотворну скупштину задужену за израду новог Устава.

### Други мандат
Бандаранаике је повратила власт након што је коалиција Уједињеног фронта између Комунистичке партије, странке Ланка Сама Самаја и њене сопствене партије победила на изборима 1970. са великом већином у мају 1970. До јула је сазвала Уставну скупштину да замени устав који су израдили Британци уставом који су израдили Цејлонци. Она је увела политику која захтева да стални секретари у владиним министарствима буду стручни у својој области. На пример, они који раде у Министарству становања морали су да буду обучени инжењери, а они који раде у Министарству здравља, лекари. Свим државним службеницима било је дозвољено да се придруже радничким саветима и на локалном нивоу, а она је основала народне одборе како би омогућила да становништво у целини даје допринос владиној администрацији. Промене су имале за циљ да уклоне елементе британског колонијалног и страног утицаја из институција земље.
Суочена са буџетским дефицитом од 195 милиона долара – узроковано растућим трошковима увоза енергије и хране и падом прихода од извоза кокоса, гуме и чаја – Бандаранаике је покушала да централизује економију и спроведе контролу цена. Под притиском левичарских чланова њене коалиције да национализују стране банке британског, индијског и пакистанског порекла, схватила је да ће то утицати на потребу за кредитирањем. Као и у свом претходном режиму, покушала је да избалансира ток стране помоћи и од капиталистичких и од комунистичких партнера.

### Трећи мандат
На председничким изборима који су уследили у новембру, Кумаратунгин главни политички ривал, Гамини Дисанајаке, убијен је две недеље пре избора. Његова удовица, Срима Дисанаиаке, изабрана је за председничког кандидата Уједињене националне партије. Предвиђало се да ће Кумаратунгино вођство износити око милион гласова и пре убиства; победила је на изборима са великом разликом. Поставши прва жена председница Шри Ланке, Кумаратунга је именовала своју мајку за премијерку, што је према одредбама устава из 1978. значило да је Бандаранаике била одговорна за одбрану и спољне послове. Иако је канцеларија премијера постала углавном церемонијална функција, Бандаранаикеин утицај у Слободарској партији остао је јак. Док су се сложили око политике, Кумаратунга и Бандаранаике су се разликовале у стилу руковођења. До 2000. године Кумаратунга је желела млађег премијера, а Бандаранаике је, наводећи здравствене разлоге, одступила са функције у августу 2000.

## Смрт и наслеђе
Бандаранаике је умрла 10. октобра 2000. од срчаног удара у Кадавати, док се кретала кући у Коломбо. Она је гласала на парламентарним изборима који су одржани тог дана. Шри Ланка је прогласила дводневну националну жалост, а државне радио станице су напустиле своје редовне програме да би пуштале погребне јадиковке. Посмртни остаци Бандаранаике лежали су у парламенту, а њена сахрана је касније одржана у Хораголи, где је сахрањена у маузолеју, Хорагола Бандаранаике Самади, који је првобитно изграђен за њеног мужа.
У историјском периоду када је идеја да жена води државу била готово незамислива за јавност, Бандаранаике је помогла да се подигне глобална перцепција женских способности. Поред њеног сопственог доприноса Шри Ланки, њена деца су се укључила у развој земље. Све троје деце заузимало је национално истакнуте функције; поред улога Ануре и Чандрике у влади, Бандаранаикеина ћерка Сунетра је радила као њен политички секретар 1970-их, а касније је постала филантроп. Брак Бандаранаике је помогла и да се разбију друштвене баријере (касте) на Шри Ланки током година, кроз социјалистичку политику коју су спровели.
Током три мандата, Бандаранаике је водила земљу од колонијалне прошлости до њене политичке независности као републике. Спроводећи социјалистичку политику током Хладног рата, покушала је да национализује кључне секторе привреде и да предузме земљишне реформе у корист домаћег становништва, желећи да оконча политичко фаворизовање које уживају елите образоване на Западу. Главни циљ њене политике био је смањење етничких и социо-економских разлика у земљи, иако је њен неуспех да адекватно одговори на потребе тамилског становништва довео до деценија сукоба и насиља у земљи. Као једна од оснивачица Покрета несврстаних, Бандаранаике је довела Шри Ланку до изражаја међу нацијама које су настојале да остану неутралне спрам утицаја суперсила. Радила је на стварању савеза између земаља на глобалном југу, и настојала је да дипломатским путем реши проблеме, противећи се нуклеарној експанзији.
Упркос томе што је Бандаранаике била позната као прва жена премијер на свету, политички научници су коментарисали да је Бандаранаике била симболички моћна, али је на крају имала мали утицај на политичко представљање жена у Шри Ланки. Иако је Бандаранаике изражавала понос због свог статуса жене лидера, сматрајући себе „мајком народа“, није давала много личног или политичког акценат на женским питањима, а њен избор за премијера није значајно повећао број жена у Политика Шри Ланке. Њено именовање прве жене министра, Сиве Обеиесекере, у кабинету од 1976. године, било је мање револуционарно због чињенице да је она била рођака Бандаранаике. То именовање следило је образац постављања чланова породице на високе државне положаје.
До 1994. године, иако су Бандаранаике и њена ћерка Кумаратунга имале највише политичке позиције премијера и председника државе, Шри Ланка је наставила да има неке од најнижих стопа учешћа жена у политици од било које азијске земље. 2010. године, на 50. годишњицу избора Бандаранаике за прву премијерку на свету, парламентарка из Шри Ланке Роси Сенајаке рекла је новинарима да Шри Ланка није направила значајан напредак у погледу родне равноправности у политици: само 4,5 одсто парламентараца су жене. Сенанаиаке је раније позвао на „посебну квоту“ како би се постигла боља заступљеност полова: квота, која је резервисала 25% свих законодавних места за жене, усвојена је 2016.
Године 2023. објављен је документарни филм који приказује њену животну причу, под насловом Our Mother, Grandmother, Prime Minister: Sirimavo. Филмска прича је представљена кроз разговоре са њене две ћерке, Сунетром и Чандриком, као и двоје унука. Филм такође садржи лична сведочења дугогодишњих чланова Цејлонске административне службе, који су били део њеног кабинета. Освојио је награду за најбољи документарни филм на 21. Међународном филмском фестивалу у Даки.